# Kông HTok
Kông HTok là một xã thuộc huyện Chư Sê, tỉnh Gia Lai, Việt Nam.
Xã Kông HTok có diện tích 28,30 km², dân số năm 1999 là 4.312 người, mật độ dân số đạt 152 người/km².